# Скорбящий ангел
Скорбящий ангел — памятник жертвам политических репрессий, установленный в Тольятти.

## История
Предложение о сооружении подобного памятника появилось в 1999 году со стороны городской общественной организации «Жертвы политических репрессий». В 2000 году был проведён конкурс на лучший проект мемориала. Всего было рассмотрено 5 заявок. Победила работа Игоря Бурмистенко.
Открытие памятника состоялось 30 октября в День памяти жертв политических репрессий в 2005 году. Однако к открытию изготовить саму фигуру ангела не успели, поэтому был установлен временный, гипсовый вариант. Бронзовый монумент был установлен лишь в апреле 2006 года. Памятник установлен на Аллее Ветеранов в Центральном парке Тольятти.
Всего на строительство памятника было потрачено 8 миллионов рублей, в равных долях выделенных областной и городской администрациями.
В январе 2007 года мемориальный комплекс подвергся нападению вандалов. Они разбили плафоны освещения и вывернули фонарные столбы. Также памятник облюбовали скейтбордисты для выполнения трюков.
Появлению нового символического смысла скульптуры Скорбящего ангела послужил взрыв автобуса, произошедший 31 октября 2007 года в городе Тольятти, в результате которого погибли 8 человек и ранены 56 человек. 31 октября 2007 года, на следующий день после Дня памяти жертв политических репрессий, у Скорбящего ангела состоялся траурный митинг. Пока место трагедии было закрыто из-за следственных действий, именно к Ангелу, расположенному недалеко от места взрыва, приходили горожане и ставили свечи.

## Авторы
Автором идеи выступил Нияз Азизович Ялымов — руководитель тольяттинского общества жертв политических репрессий.
Автор скульптуры — член Союза художников СССР и РФ Игорь Бурмистенко, однако за пять лет строительства памятника Бурмистенко умер, его работу завершил член союза художников России и Украины И. Н. Прокопенко, а отливал из бронзы «Скорбящего ангела» В. А. Фомин.

## Архитектура
Мемориальный комплекс представляет собой квадрат, по периметру которого установлены гранитные панели. У одной из сторон расположена бронзовая фигура сидящего ангела. В руках у ангела раскрытая книга со словами «Время собирать камни». Высота фигуры 2,8 м.
На стене за ним установлены две гранитные плиты. На одной выдержки из Конституции РФ и декларации о правах человека ООН. На другой поимённые списки 171 жителя Ставропольского района, которые были приговорены к высшей мере наказания по политическим мотивам и реабилитированные впоследствии.